# Bixine
Bixine is een rode tot rood-bruine kleurstof. De kleur is afhankelijk van het oplosmiddel.
Bixine is de vet-oplosbare component in anatto, een mengsel dat geïsoleerd wordt uit de zaden van de orleaanboom (Bixa orellana). Norbixine is de water-oplosbare component in anatto.
Als additief is het in de Europese Unie toegestaan onder E-nummer E160b. Bixine komt als kleurstof voor in onder andere kaas en margarine.